# Vzdělávací politika
Vzdělávací politika je jednou z částí veřejné politiky. Jako fenomén je výsledkem dvou vzájemně souvisejících procesů. Konkrétně procesů výchovy a vzdělávání jejichž výsledkem je vzdělání, které se stává charakteristikou jednotlivce nebo dané populace, z ekonomického hlediska jde o typický příklad tržního zboží, které je zdrojem inovací a změn v kvalitě pracovní síly a kromě toho má také zásadní význam pro rozvoj lidské osobnosti a kvality života v dané společnosti.

## Funkce vzdělávací politiky
- Výchovná funkce – formování osobnostních a charakterových vlastností člověka
- Vzdělávací funkce – získání a osvojení soustavy poznatků a dovedností
- Socializační funkce – začleňování žáků a studentů do společnosti a jejich rozvíjení jako společenských bytostí
- Kvalifikační funkce – získání odborných znalostí a dovedností nezbytných k dosažení způsobilosti k výkonu určitého povolání, funkce
- Integrační funkce – vytváření postojů a dovedností umožňujících sociální interakce
- Selektivní funkce – oceňuje schopnosti a dovednosti jednotlivců, tím jim umožňuje studovat určitou školu a následně vykonávat určitou profesi
- Ochranná a kontrolní funkce – kontrola a dozor nezletilých
- Inovativní funkce a tvorba nových poznatků
- Kulturní funkce – poznání kulturních tradic
- Tělovýchovná a zdravotní funkce – zajištění fyzického rozvoje, podpora zdravotní aktivity
- Poradenská funkce – poskytování informací (např. o dalším studiu)
- Zabezpečovací funkce – zahrnuje ekonomické, organizační a administrativní činnosti

## Principy vzdělávací politiky
Vzdělávací politiky vychází vždy ze stejných principů. Mezi základní principy většiny současných vzdělávacích politik vyspělých států můžeme zařadit:
Princip celoživotního vzdělávání
V naší společnosti rychle roste poptávka po vzdělání, stává se rozmanitější. Potřeba neustálého vzdělávání je způsobena rychlým vývojem věd – vědomosti rychle zastarávají, jsou nahrazovány novějšími. Ze vzdělávání se pak stává celoživotní proces.
Princip rovných šancí v přístupu ke vzdělání
Právo na vzdělání a rovné šance v přístupu ke vzdělání jsou ukotveny už v Listině základních práv a svobod. Šanci na vzdělání má mít každý stejnou, je pak na jedinci, jak ji využije.
Princip individualizace a diferenciace ve vzdělání
Individuální vzdělání je důležité, protože každý člověk je jiný, má jiné schopnosti, předpoklady, inteligenční potenciál apod. Stejná forma vzdělávání tedy nemůže být účinná pro všechny.
Princip internacionalizace ve vzdělání
Vzdělání chápeme jako nadnárodní záležitost – pomáhá soužití lidí různých národností, ras, náboženství apod.

## Typy vzdělání
Celoživotní učení zahrnuje tři základní typy vzdělávání: formální vzdělávání, neformální vzdělávání a informální učení.

### Formální vzdělávání
Vzdělávání, které je realizováno ve vzdělávacích institucích, zpravidla ve školách. Jeho funkce, cíle, obsahy, organizační formy a způsoby hodnocení jsou definovány a vymezeny právními předpisy. Zahrnuje získávání na sebe zpravidla navazujících stupňů vzdělání, jejichž absolvování je potvrzováno příslušným osvědčením (vysvědčením, diplomem apod.).

### Informální učení
Je chápáno jako proces získávání vědomostí, osvojování si dovedností a kompetencí z každodenních zkušeností a činností v práci, v rodině, ve volném čase. Zahrnuje také sebevzdělávání, kdy učící se nemá možnost ověřit si nabyté znalosti (např. televizní jazykové kurzy).

### Neformální vzdělávání
Vzdělávání, které je zaměřeno na získání vědomostí, dovedností a kompetencí, které mohou respondentovi zlepšit jeho společenské i pracovní uplatnění. Neformální vzdělávání je poskytováno v zařízeních zaměstnavatelů, soukromých vzdělávacích institucích, nestátních neziskových organizacích, ve školských zařízeních a dalších organizacích. Patří sem např. organizované volnočasové aktivit, kurzy cizích jazyků či rekvalifikační kurzy. Nutnou podmínkou pro realizaci tohoto druhu vzdělávání je účast odborného lektora, učitele či proškoleného vedoucího. 

## Druhy škol
- Mateřská škola
- Základní škola
- Střední škola (gymnázium, střední odborná škola a střední odborné učiliště)
- Konzervatoř
- Vyšší odborná škola
- Vysoká škola
- Základní umělecká škola
- Jazyková škola s právem státní jazykové zkoušky.

## Řízení školství
Školství může být řízeno na dvou úrovních, a to buď centralizovaně nebo decentralizovaně. Centralizované řízení probíhá prostřednictvím orgánů státní správy, které vystupují jménem státu, reprezentují jeho zájmy a disponují prostředky mocenské povahy. Mezi tyto orgány patří v České republice MŠMT, ČŠI a krajský úřad v přenesené působnosti. Naopak decentralizované řízení probíhá prostřednictvím subjektů samosprávy, které při výkonu samostatné působnosti vystupují svým jménem a v zájmu samosprávného celku. Mezi tyto subjekty se v České republice řadí obce a krajské úřady v samostatné působnosti.

### Centrální úroveň řízení
- MŠMT (Ministerstvo školství, mládeže a tělovýchovy České republiky) je centrální úřad, který nemá přímé kompetence. Mezi jeho hlavní nástroje patří školský rejstřík, financování, Česká školní inspekce, vzdělávací programy a dlouhodobé záměry, atd. Další organizace, které centrálně řídí školství a jsou přímo řízené MŠMT jsou dále
  - Národní ústav pro vzdělávání, školské poradenské zařízení a zařízení pro další vzdělávání pedagogických pracovníků (NÚV)
  - Centrum pro zjišťování výsledků vzdělávání – CERMAT
  - Národní institut pro další vzdělávání
  - Dům zahraniční spolupráce
- ČŠI (Česká školní inspekce) je poměrně nezávislá instituce, fakticky ovšem podřízená MŠMT (ústřední školní inspektor je jmenován ministrem). Má poměrně malé přímé výkonné pravomoci (nemůže přímo rozhodovat či přikazovat), provádí ovšem hodnocení škol, sbírá informace atd.

### Decentralizovaná úroveň řízení
- Obce jsou hlavními zřizovateli základních a mateřských škol. Povinností obcí je zajistit pro děti s trvalým bydlištěm na jejich území podmínky pro plnění povinné školní docházky a také podmínky pro předškolní vzdělávání v posledním roce před zahájením povinné školní docházky. Jsou povinné zajistit financování s výjimkou těch položek, které financuje stát. Samotný obsah vzdělávání však příliš ovlivnit nemohou.

- Kraje jsou zřizovatelem středních a vyšších odborných škol, odpovídají za vzdělávání dětí se zdravotním postižením, za jazykové, základní umělecké a zájmové vzdělávání a za výkon ústavní výchovy. Kompetence a povinnosti jsou analogické jako ve vztahu obcí se základními školami.[4]

## Nástroje vzdělávací politiky
Tvůrci vzdělávací politiky mají k dispozici několik typů opatření, kterými mohou ovlivňovat vzdělávací proces a které jsou označovány za nástroje vzdělávací politiky. Mezi hlavní nástroje vzdělávací politiky patří:
Plánování, strategické řízení a vzdělávací cíle - Při plánování se většinou postupuje od obecné představy a vize k jejímu poslání. Poté jsou určeny obecné cíle nakonec konkrétní cíle. Důležité je stanovit si cíle tak, aby poskytovaly opravdu reálné vodítko a nebyly pouze abstraktními pojmy.
Legislativa a legalizaci - Vzdělávání je regulováno psanými legislativními pravidly a možností soudního rozhodování o vzdělávacích problémech. Jednotlivé země se odlišují v míře legalizace v oblasti vzdělávaní.
Financování - Financování je nástrojem, který je rovněž v každé zemi nastaven rozdílně. Stát na vzdělávání vynakládá určitou část svého rozpočtu. Tato oblast je zastoupena ve veřejném i soukromém sektoru, jedná se tedy o tzv. kvazi-veřejnou záležitost. Předmětem financování jsou hlavně vstupy, které jsou předem určené, a výstupy, které naopak poskytují značný prostor ve způsobu realizace.
Kurikulum - Můžeme ho chápat ve třech základních významech, jako vzdělávací program, projekt a plán, dále jako průběh studia a jeho obsah a také jako obsah veškeré zkušenosti, kterou žáci/studenti získávají ve škole a v činnostech ke škole se vztahujících, její plánování a hodnocení.
Evaluace - Jde o komplex metodologických přístupů, metod a technik, zaměřených na zjišťování a hodnocení různých jevů a procesů, jejich účinnosti, efektivity a dosahovaných výsledků. Vzhledem k rostoucí míře decentralizace a autonomie škol vzrostla úměrně i potřeba efektivního vyhodnocování procesů, které ve vzdělávání probíhají.
Institucionální uspořádání - Ovlivňování skrze délku povinné školní docházky, strukturaci vzdělávacího systému či mírou selektivity.

## Vzdělávací politika v Česku
Znakem vzdělávací politiky socialistického Československa byla především vysoká ideologizace školství, která se negativně projevovala zejména v oblasti společenských věd, a také vysoká centralizace a monopol státu. K pozitivním rysům patří zejména zvýšení propustnosti školské soustavy a zvýšení celkové úrovně vzdělání obyvatelstva, která umožnila překonat období následné hospodářské transformace bez významných společenských otřesů.
Po roce 1989 došlo k výrazným změnám v oblasti sociální politiky. Kromě státu vstupují do vzdělávací politiky další subjekty, jmenovitě soukromý sektor a církve, které pružně reagují na poptávku po vzdělání v případě primárního a sekundárního vzdělávání. Naopak vysoké školství není sto uspokojit poptávku po terciárním vzdělání, mimo jiné také kvůli nemožnosti financovat jej nadále výlučně ze státního rozpočtu.
Na důležitosti nabývá také nutnost spravedlivého přístupu k vzdělání. Ta je dána mimo jiné také nutností rekvalifikací na proměnlivém trhu práce. Dochází tak k rozvoji celoživotního vzdělávání.
Vzdělávací politice se v České republice věnuje řada organizací, které sledují její vývoj, zasazují se o její reformu, evaluují ji a aktivně vstupují do veřejné debaty. Patří mezi ně například SOFA, EDUin, SKAV, Partnerství pro vzdělávání 2030+, EDUzměna, Učitel naživo, PAQ Research, Česká středoškolská unie a další. Některé z těchto organizací plní roli tzv. watchdogů – sledují činnost veřejných institucí, hodnotí jednotlivé kroky a opatření, usilují o transparentnost a odpovědnost státní správy. Mezi nejvýraznější představitele této skupiny patří EDUin, o. p. s., který prostřednictvím analytických výstupů, mediálních komentářů a veřejných debat přináší odborné i laické veřejnosti informace o klíčových tématech českého školství. 